# Infundibulipora prolifera
Infundibulipora prolifera är en mossdjursart som först beskrevs av Arnold Girard Kluge 1946.  Infundibulipora prolifera ingår i släktet Infundibulipora och familjen Cytididae. Inga underarter finns listade i Catalogue of Life.